# Batiresz
Batiresz vagy Betreszt (b3.tỉ-ỉr-s, „Bata legyen jó szándékkal felé”) ókori egyiptomi királyné az I. dinasztia elején. A palermói kő C1 jelű, Kairóban őrzött töredékén, a III. sorban említik Szemerkhet király anyjaként. Férje Den vagy Anedzsib lehetett; amennyiben előbbi, úgy a rövid ideig uralkodó Anedzsib a (fél-)testvére lehetett Szemerhetnek.

## Nevének olvasata
Flinders Petrie a kairói töredéken olvasható név első két hieroglifáját valószínűleg a cím részének tartotta, és a nevet Tarszetként olvasta. Henri Gauthier Tef-ti-iriszetnek, I.E.S. Edwards és Toby Wilkinson Bat-iri-szetnek olvasta. Silke Roth szerint a névben Bata (más néven Bati) ősisten neve szerepel, és jelentése „Bata legyen jó szándékkal felé”; Toby Wilkinson ezzel szemben úgy fordítja, hogy „anyaság az ő társa”, ami arra utal, hogy a férjét követő uralkodó anyja volt.
Lehet, hogy Batiresz neve szerepel egy abüdoszi sztélén is, melyen egy kost ábrázoló (többnyire „ba”-ként olvasott) hieroglifa, valamint az „s” és „t” jelek láthatóak. Ezen látható egy Hórusz nevével kezdődő cím egy része is, talán az „Aki látja Hóruszt” óbirodalmi királynéi cím szerepelt a kövön. Silke Roth és Toby Wilkinson szerint azonban a kos hieroglifát az I.-II. dinasztia korában még máshogy olvasták, a ba („lélek”) olvasat csak később, az Óbirodalom idején jelent meg, ezelőtt Hnum nevét vagy a szer („juh”, „kos”, „nemző”) szót írták így. Ezt támasztja alá az „sz” hieroglifa is, és a név olvasata Szeret, azaz „anyajuh” vagy „a koshoz tartozó”. Lehetséges, hogy a jóval későbbi írnokok, akik a palermói kövön található feliratot összeállították, nem ismerték a jel korábbi olvasatát, és Szeret nevét Batireszként írták át.
Amennyiben Batiresz azonos a sztélén szereplő Szerettel, úgy Den abüdoszi nekropoliszában temették el. Sírja egy kamrából áll, amely Den saját sírkamrájának bejáratába épül be. Két ilyen kamra létezik Den sírjában, a bejárattól balra és jobbra; méretük különbözik, de mindkettő láthatóan nagyobb, mint az udvartartás tagjainak sírjai. Ez rámutat arra, milyen privilegizált helyzetben volt az anyakirályné fia uralkodása alatt; a királyhoz ilyen közel csak anyját és feleségeit temették. Nem tudni, melyik kamrából került elő a sztélé.

## Fordítás
- Ez a szócikk részben vagy egészben  a   Betrest című angol Wikipédia-szócikk ezen változatának fordításán alapul.  Az eredeti cikk szerkesztőit annak laptörténete sorolja fel. Ez a jelzés csupán a megfogalmazás eredetét és a szerzői jogokat jelzi, nem szolgál a cikkben szereplő információk forrásmegjelöléseként.